# Liste von Mühlen im Müglitztal
Die Liste von Mühlen im Müglitztal gibt eine Übersicht über die historischen Wassermühlen an der  Müglitz im Osterzgebirge unabhängig davon, ob sie noch existieren oder bereits verfallen und abgerissen sind. Es wurden etwa 60 Mühlenstandorte an der Müglitz und deren Zuflüssen erfasst. Viele Mühlen existieren nicht mehr, einige sind umgebaut und dienen anderen Zwecken. Durch die Hochwasser-Katastrophen in den Jahren 1897, 1927, 1957 und 2002 sind viele Mühlen zerstört worden, so dass vielfach auch keine Bilder mehr existieren.
Bei Mühlen, die unter Denkmalschutz stehen, kann über die ID-Nummer der jeweilige Denkmaltext aus der sächsischen Denkmalliste aufgerufen werden. Die historische Bedeutung der Mühlen als Einzeldenkmale ergibt sich aus dem Denkmaltext des Landesamts für Denkmalpflege Sachsen.

## Legende
- Bild: zeigt ein Bild der Mühle und gegebenenfalls zusätzlich einen Link zu weiteren Fotos im Medienarchiv Wikimedia Commons.
- Bezeichnung: Name der Mühle und gegebenenfalls Bauwerksname des Kulturdenkmals
- Lage: Ortsteil bzw. Gemarkung sowie Straßenname und Hausnummer. Der Link Karte führt zur Kartendarstellung.
- Datierung: gibt das Jahr der Fertigstellung oder den Zeitraum der Errichtung an.
- Beschreibung: Angabe baulicher und geschichtlicher Einzelheiten, von Denkmaleigenschaften sowie ehemaligen Besitzern oder Bewohnern der Mühle
- ID: Falls die Mühle ein Kulturdenkmal ist, ist hier die ID-Nr. des Landesamts für Denkmalpflege Sachsen angegeben. Ein ggf. vorhandenes Icon  führt zu den Angaben bei Wikidata.

## Liste von Mühlen an der Müglitz
Die Liste ist entsprechend der örtlichen Lage an den Flussläufen von der Quelle zur Mündung gegliedert.
| Mühlen an der Weißen Müglitz                   |                                              |                                                            |                    | |                          |
| Direkt Bild zu diesem Denkmal hochladen        | Neumühle Voitsdorf                           | Fojtovice (Voitsdorf) 68 (Karte)                           |                    | ehem. Neumühle am Grenzbach, nach 1945 abgerissen |                          |
| Direkt Bild zu diesem Denkmal hochladen        | Karl-Mühle Voitsdorf                         | Fojtovice 1 (Karte)                                        |                    | ehem. Karl-Mühle, nach 1945 abgerissen |                          |
| Direkt Bild zu diesem Denkmal hochladen        | Fietze-Mühle Müglitz                         | Mohelnice (Böhmisch-Müglitz) 4 (Karte)                     |                    | ehem. Fietze-Mühle (Fietzeho mlýn), Mahl- und Sägemühle in Böhmisch-Müglitz, nach 1945 abgerissen |                          |
| Weitere Bilder                                 | Hartmannmühle Müglitz                        | Fürstenau, Müglitztalstraße 26 (Karte)                     | nach 1800          | ehem. Mühle, Hartmannmühle in der Ortslage Müglitz, jetzt Wohnhaus. Wohnmühlenhaus (mit Technik) und Wasserbau (Wehr und Graben) sowie Seitengebäude eines Mühlenanwesens; Wohnmühlenhaus Obergeschoss Fachwerk, hochgradig ursprünglich erhalten und wiederhergestellt, architektonische, technikgeschichtliche und ortshistorische Bedeutung. | 09277538                 |
| Direkt Bild zu diesem Denkmal hochladen        | Höllenmühle                                  | Fürstenwalde, Müglitztalstraße (Karte)                     |                    | ehem. Höllenmühle, abgerissen, genaue Lage unklar |                          |
|                                                | Hammerschänke Kratzhammer Fürstenwalde       | Fürstenwalde, Müglitztalstraße 1 (Karte)                   | 17. Jh.            | ehem. Mühle, Hammerwerk Kratzhammer, am unteren Ortsende von Fürstenwalde, später Gasthof; trotz baulicher Veränderungen relevant, da alter Kern vorhanden und ortshistorisch bedeutsam. | 09277526                 |
|                                                | Zippenmühle Lauenstein                       | Lauenstein (Karte)                                         |                    | ehem. Zippenühle (auch Buschmühle genannt), abgerissen, genaue Lage unklar |                          |
| Direkt Bild zu diesem Denkmal hochladen        | Pochmühle Löwenhain                          | Löwenhain, Dorfstraße 54 (Karte)                           |                    | ehem. Pochmühle Löwenhain am Löwenbach, jetzt Wohnhaus |                          |
| Weitere Bilder                                 | Obermühle Lauenstein                         | Lauenstein, Talstraße, Mühlweg (Karte)                     | 2. Hälfte 19. Jh.  | ehem. Mühle, Obermühle, auch Obere Renschmühle am Liebenauer Weg, um 1900 für den Bau des Schützenhauses abgebrochen. Halber Mühlstein (mit Inschrifttafel); letzter Hinweis auf die am Mühlweg bzw. Mühlsteig und am Fuße des Mühlberges gelegene Obermühle Lauenstein, ortsgeschichtlich von Bedeutung. | 09278961                 |
| Weitere Bilder                                 | Niedermühle Lauenstein                       | Lauenstein, Bahnhofstraße 12 (Karte)                       |                    | ehem. Niedermühle, abgerissen, später Industriemühle, jetzt Firma Spinner Lauenstein GmbH |                          |
| Mühlen am Roten Wasser und an der Großen Biela |                                              |                                                            |                    | |                          |
| Direkt Bild zu diesem Denkmal hochladen        | Grumbtmühle Zinnwald                         | Zinnwald, Rosengrund 13 (Karte)                            |                    | ehem. Grumbtmühle Zinnwald am Grenzgraben, seit 1875 im Familienbesitz, alte Technik: Sägegatter (1914), Hobelmaschine (1918), Pendelsäge (1919) zur Herstellung von erzgebirgischen Holzdachschindeln. Sägegatter mit Gleisen und Sägewerksausstattung, Transmission, Mühlteich und Mühlgraben einer Schneidemühle; bauzeitlich fast vollständig erhaltene Sägewerksausstattung aus der ersten Hälfte des 20. Jh. in einer wesentlich älteren ehemaligen Schneidemühle, ortsgeschichtlich und technikgeschichtlich bedeutende Mühle zur Herstellung der regionaltypischen Holzschindeln. Seit 2019 zugehörig zur Pufferzone des UNESCO-Welterbes »Montanregion Erzgebirge/Krušnohoři«, jetzt Ferienhaus. | 09278867                 |
|                                                | Petzoldmühle Geising                         | Geising, Waldweg 4a (Karte)                                | 1750               | ehem. Petzoldmühle, Sägemühle am Geisingbach. Mühlengebäude mit Graben und Wehr sowie Wappen im Haustür-Schlussstein; baugeschichtlich und ortsgeschichtlich von Bedeutung. | 09277497                 |
|                                                | Mühle Geising                                | Geising, Mühlgasse 6 (Karte)                               | um 1700            | ehem. Mahlmühle am Geisingbach. Wohnhaus in halboffener Bebauung, ursprünglich Mahlmühle, vor der Haustür Trittstein; langgestrecktes Wohnhaus, Obergeschoss Fachwerk verputzt, Konstruktion erhalten, baugeschichtlich und ortsgeschichtlich von Bedeutung. | 09277474                 |
|                                                | Sandermühle Geising                          | Geising, Dresdner Straße (Karte)                           |                    | ehem. Hammergut in Geising am Roten Wasser |                          |
| Weitere Bilder                                 | Hartmannmühle                                | Geising, Dresdner Straße 37 (Karte)                        |                    | ehem. Mühle in Geising am Roten Wasser, jetzt Wildpark Osterzgebirge |                          |
| Direkt Bild zu diesem Denkmal hochladen        | Dietzmühle                                   | Geising, Dresdner Straße (Karte)                           |                    | ehem. Mühle in Geising am Roten Wasser |                          |
|                                                | Kämpfemühle                                  | Geising, Dresdner Straße 47 (Karte)                        | 19. Jh.            | ehem. Kämpfemühle in Geising am Roten Wasser, Papiermühle. Bauliche Hülle und Ausstattungsstücke einer Papiermühle (Hutmanufaktur); technikgeschichtlich von Bedeutung. | 09277516                 |
| Weitere Bilder                                 | Rauschermühle Hirschsprung                   | Hirschsprung (Karte)                                       |                    | ehem. Rauschermühle Hirschsprung an der Kleinen Biela, abgerissen, genaue Lage unklar |                          |
|                                                | Ladenmühle Hirschsprung                      | Hirschsprung, Bielatalstraße 1 (Karte)                     |                    | ehem. Mühle, Ladenmühle an der Großen Biela, jetzt Gaststätte |                          |
|                                                | Schneidemühle Böttrich Hirschsprung          | Hirschsprung, Bielatalstraße 10 (Karte)                    |                    | ehem. Brettmühle an der Großen Biela, Schneidemühle Böttrich des Ritterguts Hirschsprung, später Sägewerk. Sägegatter; Vollsägegatter der Breite 65 der Fa. Lein/Pirna einer Schneidemühle, technikgeschichtlich von Bedeutung. | 09278403                 |
| Direkt Bild zu diesem Denkmal hochladen        | Angermannmühle                               | Hirschsprung, Bielatalstraße 11 (Karte)                    |                    | ehem. Angermannmühle an der Großen Biela, jetzt Wohnhaus |                          |
| Direkt Bild zu diesem Denkmal hochladen        | Mühle Bärenstein                             | Bärenstein, Bielatalstraße 48 (?) (Karte)                  |                    | ehem. Mühle Bärenstein an der Biela, Mühlgraben noch vorhanden, genaue Lage unklar |                          |
| Mühlen an der Müglitz                          |                                              |                                                            |                    | |                          |
|                                                | Silbermühle Bärenstein                       | Bärenstein, Müglitztalstraße 27 (Karte)                    |                    | ehem. Mühle, Silbermühle und Huthaus |                          |
|                                                | Schlossmühle Bärenstein                      | Bärenstein, Schlossmühle (Karte)                           |                    | ehem. Mühle, Schlossmühle, abgerissen, genaue Lage unklar |                          |
| Weitere Bilder                                 | Hammermühle Bärenklau                        | Bärenklau, Müglitztalstraße 11-17 (Karte)                  |                    | ehem. Hammermühle, später Mahl- und Schneidemühle, ab 1867 Pappenfabrik der Firma Trump & Co., ruinös |                          |
| Weitere Bilder                                 | Mühle und Bäckerei Bärenhecke                | Bärenhecke, Mühlenstraße 1 (Karte)                         | 1898-1899          | ehem. Mühle, Getreidemühle; Mühle mit Bäckerei und Brotfabrik, noch heute in Betrieb. Technisches Denkmal, zum Teil mit historischer Technik; ortsgeschichtliche und technikgeschichtliche Bedeutung. Überwiegend dreigeschossiger massiver Putzbau mit zusätzlichem Dachgeschoss (Mansarddach), kleinteilige Fenstersprossung. | 09278394                 |
| Direkt Bild zu diesem Denkmal hochladen        | Sägewerk Zimmermann Bärenhecke               | Bärenhecke, Mühlenstraße (Karte)                           |                    | ehem. Sägemühle Bärenhecke, ab 1894 Sägewerk Moritz Zimmermann, 1915 abgebrannt, wieder errichtet und bis 1970 genutzt, 2010 abgerissen, genaue Lage unklar |                          |
| Direkt Bild zu diesem Denkmal hochladen        | Leglermühle Bärenhecke                       | Bärenhecke, Mühlenstraße (Karte)                           |                    | ehem. Leglermühle, Lohmühle (auch Geßelsmühle), abgerissen, genaue Lage unklar |                          |
|                                                | Richtermühle Bärenhecke                      | Bärenhecke, Mühlenstraße 14-16 (Karte)                     |                    | ehem. Richtermühle, genaue Lage unklar |                          |
| Weitere Bilder                                 | Büttnermühle Bärenhecke                      | Bärenhecke, Mühlenstraße 9 (Karte)                         | 1850               | ehem. Obere Büttnermühle oder Vogelmühle; Wohnmühlenhaus und Seitengebäude sowie Graben und Wehr. Wohnmühlenhaus: Erdgeschoss massiv, gesprosste Winterfenster, Obergeschoss Fachwerk, Fenster Obergeschoss in originaler Größe, flaches Satteldach, zweigeschossiges massives Feldstein-Seitengebäude mit Sonnenuhr und Tafel: „Erbaut von ... Büttner im Jahre 1850“, Technik nicht vorhanden, aber Graben und Wehr - baugeschichtlich und ortsgeschichtlich von Bedeutung. | 09278264                 |
|                                                | Schützenmühle Bärenhecke                     | Bärenhecke, Mühlenstraße 18 (Karte)                        |                    | ehem. Schützenmühle, Lohmühle, jetzt Teppichhandlung |                          |
|                                                | Schüllermühle Bärenhecke                     | Bärenhecke, Mühlenstraße 20 (Karte)                        |                    | ehem. Mühle, Schüllermühle Bärenhecke (auch Schillermühle), urspr. Glashütter Getreidemühle, von 1890 bis 1939 Haltepunkt „Schüllermühle“ der Schmalspurbahn |                          |
| Direkt Bild zu diesem Denkmal hochladen        | Dorfmühle Johnsbach                          | Johnsbach, Johnsbacher Hauptstraße 1 (Karte)               |                    | ehem. Dorfmühle am Johnsbach, urspr. Getreidemühle |                          |
| Weitere Bilder                                 | Schneidemühle Johnsbach                      | Johnsbach, Am Bretthäusel 1 (Karte)                        |                    | ehem. Schneidemühle am Prießnitzbach, jetzt Gasthaus und Pension |                          |
| Weitere Bilder                                 | Holzmehlfabrik Gleisberg                     | Gleisberg, OT von Glashütte, Altenberger Straße 45 (Karte) |                    | Holzmehlfabrik Gleisberg bis 1938, jetzt Wohn- und Gewerbehaus |                          |
| Weitere Bilder                                 | Hammergut Gleisberg                          | Gleisberg, Altenberger Straße 35-41 (Karte)                |                    | ehem. Hammergut Gleisberg, Eisenhammer Gleisberg, später Pappenfabrik Wenzel |                          |
| Weitere Bilder                                 | Neumanns Pappenfabrik                        | Glashütte, Altenberger Straße 25-29 (Karte)                |                    | ehem. Holzschleiferei, ab 1895 Pappenfabrik von Karl Robert Neumann, später PAKA Glashütter Pappen- und Kartonagenfabrik | Wikidata-Objekt anzeigen |
| Direkt Bild zu diesem Denkmal hochladen        | Obere Mühle Glashütte                        | Glashütte (Karte)                                          |                    | ehem. Obere Mühle Glashütte, später Holzwarenfabrik, abgerissen, genaue Lage unklar |                          |
| Direkt Bild zu diesem Denkmal hochladen        | Paustmühle oder Büttnermühle Glashütte       | Glashütte (Karte)                                          |                    | ehem. Mühle, Paustmühle oder Büttnermühle Glashütte, von 1766 bis 1911, abgerissen, genaue Lage unklar |                          |
| Direkt Bild zu diesem Denkmal hochladen        | Mittelmühle oder Freitagmühle Glashütte      | Glashütte, Altenberger Straße (Karte)                      |                    | ehem. Mühle, Mittelmühle (Freitagmühle) Glashütte, urspr. Pochmühle, dann Getreidemühle, Lohmühle und Ölmühle, abgerissen, genaue Lage unklar |                          |
|                                                | Niedermühle oder Vogelmühle Glashütte        | Glashütte, Frühlingsweg 5 (Karte)                          |                    | ehem. Mühle, Niedermühle Glashütte, auch Fabrikmühle bzw. Vogelmühle genannt, abgerissen, genaue Lage unklar, jetzt Union Uhrenfabrik GmbH Glashütte |                          |
| Weitere Bilder                                 | Brückenmühle Glashütte                       | Glashütte, Dresdner Straße 51-53 (Karte)                   |                    | ehem. Mühle, Brückenmühle oder Reisigmühle Glashütte, später Holzschleiferei und Pappenfabrik | Wikidata-Objekt anzeigen |
| Weitere Bilder                                 | Krugmühle Cunnersdorf                        | Cunnersdorf, Krugmühle 2 (Karte)                           | 2. Hälfte 19. Jh.  | ehem. Krugmühle Cunnersdorf, urspr. Mahlmühle. Mühle mit Anbau sowie Mühlgraben (ca. 350 m lang) und Wehr; von orts- und technikgeschichtlicher Bedeutung. Mühle: zweigeschossig, massiv, verputzt, Sandsteingewände, Satteldach, Schieferdeckung, Anbau: teilweise betonierte Fassung des Mühlgrabens, darauf verbretterte Fachwerkkonstruktion mit Satteldach. | 09278628                 |
| Direkt Bild zu diesem Denkmal hochladen        | Obere Trebnitzmühle                          | Döbra, Döbraer Straße 55 (Karte)                           |                    | ehem. Mühle im Trebnitzgrund |                          |
|                                                | Niedere Trebnitzmühle                        | Dittersdorf, Obere Hauptstraße 123 (Karte)                 |                    | ehem. Mühle im Trebnitzgrund |                          |
| Weitere Bilder                                 | Elisabethmühle Schlottwitz                   | Schlottwitz, Liebstädter Straße 1 (Karte)                  | 2. Hälfte 19. Jh.  | ehem. Elisabethmühle Schlottwitz am Trebnitzbach, jetzt Feinmechanische Werkstätten Schlottwitz. Wohnmühlenhaus von ortshistorischer Relevanz. Zweigeschossiger massiver Putzbau, beide Geschosse mit Sandstein-Fenstergewänden, Fenstersprossung, Giebel-Lünette, Satteldach, einst Schneidemühle und Holzschuhfabrikation. | 09278148                 |
| Weitere Bilder                                 | Herrenmühle Schlottwitz                      | Schlottwitz, Liebstädter Straße 2 (Karte)                  |                    | ehem. Herrenmühle der Herrschaft Liebstadt, urspr. ein Hammerwerk, 1965 Umbau zum feinmechanischen Betrieb, abgerissen, jetzt Binova GmbH |                          |
| Direkt Bild zu diesem Denkmal hochladen        | Friedensmühle Schlottwitz                    | Schlottwitz, Müglitztalstraße 33 (Karte)                   |                    | ehem. Friedensmühle Schlottwitz, 1991 abgerissen, genaue Lage unklar |                          |
|                                                | Brettmühle Schlottwitz                       | Schlottwitz, Straße der AWG 12 (Karte)                     |                    | ehem. Brettmühle, abgerissen, genaue Lage unklar |                          |
| Weitere Bilder                                 | Neumühle Schlottwitz                         | Schlottwitz, Straße der AWG 2 (Karte)                      | 1. Hälfte 19. Jh.  | ehem. Mühle, Neumühle Schlottwitz, urspr. Holzschleiferei, seit 1937 Wohnhaus. Wohnmühlenhaus (Feldstein), Reste vom Wasserbau und Fabrikgebäude mit schönem Original-Klinkerschornstein; ortshistorische Bedeutung. Mühle: zweigeschossiger massiver Feldsteinbau, Geschosse mit Sandstein-Fenstergewänden, innen Gewölbe, Krüppelwalmdach, Fabrikgebäude (ehemals Schraubenfabrik Pelsker): zweigeschossiger massiver Putzbau, mit rotem Backstein abgesetzt, „Zahnschnitt“-Trauf- und Gurtgesims, Erdgeschoss Rundbogenfenster, Schornstein mit auskragendem kapitellartigen Kopf. | 09278145                 |
| Weitere Bilder                                 | Orgus-Mühle Schlottwitz                      | Schlottwitz, Müglitztalstraße 4 (Karte)                    |                    | ehem. Mühle, Orgus-Mühle Niederschlottwitz, jetzt Baustoffhandel | Wikidata-Objekt anzeigen |
| Weitere Bilder                                 | Graf´s Pappen-Mühle Schlottwitz              | Schlottwitz, Müglitztalstraße 2 (Karte)                    |                    | ehem. Mühle, Pappenfabrik Arthur Graf und Sägewerk Schlottwitz | Wikidata-Objekt anzeigen |
|                                                | Mühlbacher Mühle (auch Herrenmühle Mühlbach) | Mühlbach, Müglitztalstraße 1 (Karte)                       |                    | ehem. Mühle, Mühlbacher Mühle, später Elektrizitätswerk |                          |
|                                                | Peschelmühle Mühlbach                        | Mühlbach, Müglitztalstraße (Karte)                         |                    | ehem. Peschelmühle (auch Püschelmühle) Burkhardswalde, ab 1875 Papierfabrik, später Zellstoffwerk, abgerissen |                          |
| Weitere Bilder                                 | Jonasmühle Burkhardswalde                    | Burkhardswalde, Gesundbrunnen 60a (Karte)                  | 1893               | ehem. Mühle, Jonasmühle; ehemaliges Mühlengebäude; repräsentativer gründerzeitlicher Bau mit Turm, im Kern älter, ortsgeschichtlich und technikgeschichtlich von Bedeutung. | 09224060                 |
| Weitere Bilder                                 | Schlossmühle Weesenstein                     | Weesenstein, Altenberger Straße 23 (Karte)                 | 19. Jh. und älter  | ehem. Getreidemühle, Schlossmühle Weesenstein; Mühle mit winkelförmigem Hauptgebäude (im Innern Mühlentechnik), dazu Nebengebäude und Mühlgraben; Hauptgebäude mit Relief über Tordurchfahrt, schlossseitiger Teil mit hölzernem Mühlrad, Lage unmittelbar unterhalb des Schlosses, ortsgeschichtlich und technikgeschichtlich bedeutend. | 09223115                 |
|                                                | Papierfabrik Köttewitz                       | Köttewitz, Altenberger Straße (Karte)                      |                    | Papier- und Kartonfabrik Köttewitz, abgerissen, genaue Lage unklar |                          |
| Weitere Bilder                                 | Neumühle Dohna                               | Dohna, Altenberger Straße 2 (Karte)                        | 1841               | ehem. Neumühle Dohna, später Papierfabrik Dohna | Wikidata-Objekt anzeigen |
| Weitere Bilder                                 | Schlossmühle Dohna                           | Dohna, Dippoldiswalder Str. 13; 13a (Karte)                | 3. Viertel 19. Jh. | ehem. Mühle, Schlossmühle Dohna, jetzt Wohnhaus; Mühlengebäude; zum Schloss gehörige ehemalige Mühle, Zeugnis der ortsgeschichtlich und wirtschaftsgeschichtlich von Bedeutung. | 09221470                 |
|                                                | Zinkenmühle Dohna                            | Dohna, Am Mühlweg (Karte)                                  |                    | ehem. Mühle, Zinkenmühle am Dohnaer Mühlgraben, Maler Ernst Schiller, um 1950 stillgelegt, 1965/67 abgebrochen, genaue Lage unklar |                          |
| Direkt Bild zu diesem Denkmal hochladen        | Mühle Röhrsdorf                              | Röhrsdorf, Mühlweg 2 (Karte)                               |                    | ehem. Mühle Röhrsdorf an der Briese (Priesengrund), genaue Lage unklar |                          |
| Weitere Bilder                                 | Brandmühle Dohna                             | Dohna, Müglitztalstraße 43 (Karte)                         | 1698               | ehem. Brandmühle Dohna am Dohnaer Mühlgraben, 1901 durch Brand zerstört, danach Akkumulatorenfabrik, ab 1920er Jahre Gußstahl-Zieherei Dohna, nach 1990 Druckguss GmbH Heidenau, Werk Dohna |                          |
| Weitere Bilder                                 | Erlichtmühle Heidenau                        | Gommern, August-Bebel-Straße 26; 28a; 28b (Karte)          | 1922               | ehem. Mühle, Erlichtmühle Heidenau; Mühlengebäude (Nr. 26) und Nebengebäude (Nr. 28) der Mühle; Hauptgebäude ein großer, dreigeschossiger Putzbau mit Lisenengliederung im Reformstil der Zeit nach 1910, baugeschichtlich und ortsgeschichtlich von Bedeutung. | 09221451                 |
|                                                | Obermühle; Gewürzmühle Mügeln                | Mügeln, Ringstraße 23 (Karte)                              | 1777               | ehem. Mühle, Obermühle oder Gewürzmühle Mügeln (auch Neue Mühle), 1884 abgebrannt; ehemaliges Mühlengebäude (Nr. 23b) mit Turbine, Wohnstallhaus (Nr. 23a) und Scheune (Nr. 23) eines ehemaligen Mühlenanwesens; geschlossene Vierseithof der seit dem 16. Jh. urkundlich belegten Mühle unterschiedlicher Bauphasen, letzte Umbauten Mitte des 20. Jh. vorgenommen, bestehend aus mit ehemaligen Mühlengebäude mit zwei Korbbogenportalen, langgestrecktes, massives Wohnstallhaus mit Krüppelwalmdach und Vorbau mit Korbbogenportal, massive Scheune baugeschichtlich und ortsgeschichtlich von Bedeutung, erhaltene Francisturbine am Mühlgebäude von technikgeschichtlicher Bedeutung.               | 09221584                 |
| Weitere Bilder                                 | Mittelmühle; Drogenmühle Mügeln              | Mügeln, Dresdner Straße 26 (Karte)                         | 1787 / um 1905     | ehem. Mühle, Mittelmühle Mügeln (auch Beilsmühle) am Obergraben, 1885 abgebrannt, ab 1893 als Drogen-, Mahl- und Schneideanstalt wieder in Betrieb, genannt Drogenmühle. Mühlenanwesen mit Wohnhaus, Seitengebäude, Scheune und Hofmauer (mit Torbogen und Pforte) sowie Nebengebäude am Mühlgraben; alte Ortslage Mügeln, geschlossen erhaltene Hofanlage, Hauptgebäude im Schweizerstil der Zeit um 1900 umgebaut, hinteres Nebengebäude eingeschossiger Massivbau mit zwei Korbbogenportalen, von ortsgeschichtlicher und wirtschaftsgeschichtlicher Bedeutung. | 09221636                 |
| Weitere Bilder                                 | Rote Mühle Mügeln                            | Mügeln, Heinrich-Zille-Str. 17 und 21 (Karte)              |                    | ehem. Mühle, Rote Mühle (auch Niedermühle) Heidenau, später Papierfabrik |                          |
| Direkt Bild zu diesem Denkmal hochladen        | Mühlenhof Heidenau                           | Heidenau, Mühlenstraße 4-6 (Karte)                         |                    | ehem. Mühle, Mehlmahlmühle, Sägemühle und Ölmühle, jetzt Hotel und Gaststätte Mühlenhof |                          |

## Ausführliche Denkmaltexte
1. ↑  
Hartmannmühle: Wohnmühlenhaus und Scheune eines Mühlenanwesens am Oberlauf der Müglitz an der böhmischen Grenze; das Wehr befindet sich direkt an der Grenze, von dort verläuft der Graben; die Technik im Haus wohl zumindest teilweise verloren; das Wohnmühlenhaus, dessen baulicher Kern bis ins 17. Jahrhundert reicht, ist hochgradig ursprünglich erhalten bzw. in diesem Sinne wieder hergestellt; massives EG mit zwei korbbogigen Sandstein-Türgewänden, OG großteils Sichtfachwerk mit Holzfenstern in originaler Größe und sechsfeldrig geteilt, teils Verbretterung, Giebel ebenfalls verbrettert bzw. ornamental verschindelt, gedrungenes Krüppelwalmdach mit liegendem Stuhl, 2x5 Fledermausgaupen und Holzschindeldeckung; das recht authentische Anwesen, leider wieder ohne Nutzung und Bewohner, stand schon zu DDR-Zeit unter Denkmalschutz wegen seiner bau - und ortsgeschichtlichen Bedeutung.
2. ↑  
Bärenhecker Mühle 

Die Gründung einer Müllerei-, Bäckerei- und Lagerhausgenossenschaft Oberes Müglitztal e.G.m.b.H. Bärenhecke erfolgte 1898. In den Jahren 1898/99 wurden die Wasserbauten errichtet, nach Aufrüstung der Maschinen erreichte die Mühle 1925 eine Leistung von zehn Tonnen pro Tag. Die Bärenhecker Anlage ist geradezu ein Paradebeispiel einer industriellen Getreide- oder Mahlmühle. Die beeindruckende Technik stammt vor allem aus der 1. Hälfte des 20. Jahrhunderts (1920er und 1930er Jahre). Eine Wasserturbine ermöglicht die Erzeugung von Strom. Das Gebäude hat den üblichen Aufbau einer Getreidemühle mit Boden für die Hauptransmisson, Mahl- oder Walzenstuhlboden, Rohrboden, Plansichterboden und Silo- oder Verteilerboden. Im hinteren Teil des Kellergeschosses befinden sich Wasserturbine, Generator und Schaltschrank (Sachsenwerk, DDR-Zeit). Auf dem ersten Boden befinden sich neben der Haupttransmission, der Hauptmotor, eine Reinigungsmaschine der Firma Petkus, und ein markanter Schrotgang. Im Schrotgang werden Reinigungsabfälle verarbeitet, die für Futterzwecke geeignet sind. Der Walzenstuhlboden zeigt den oberen Teil des Schrotganges und mehrere (wohl sieben) Doppelwalzenstühle der Firma MIAG Dresden-Niedersedlitz (Mühlenbau und Industrie AG). Der Plansichterboden verfügt über mehrere Plansichter und eine Griesputzmaschine (Tschechoslowakei, 1982). Außerdem steht hier der beeindruckende Filterschrank der Aspiration (Reinigungsvorrichtung oder Entstaubungsanlage der Mühle). Den Transport des Mahlgutes sichern Elevatoren und Schütten, ein Teil des Transports erfolgt auch durch ein Gebläse (Sauggebläse).
3. ↑  
Schlossmühle Weesenstein
 
Funktionstüchtige Getreidemühle mit Wasserrad, Typ Kleinmühle, schlichte zwei- bis dreigeschossige Putzbauten, zum Teil verändert. Das Mühlengebäude zeigt den üblichen Aufbau einer Getreidemühle mit Transmissionskeller, Walzenstuhlboden, Behälterboden, Rohrboden und Sichterboden sowie Absackerei im Nebentrakt. Die Technik hat sich vollständig und in sehr gutem Zustand erhalten. Im Transmissionskeller befindet sich ein Kammrad, ein Getriebeeingangsrad, ein Getriebe (erhöht Drehzahl von Wasserrad und Kammrad), ein Drehzahlregler, die Haupttransmission, ein Generator (läuft in der Regel nicht mit) und eine Mischmaschine. Auf dem Walzenstuhlboden stehen zwei Doppelwalzenstühle der Lohmener Firma Grosse von 1937, ein Walzenstuhl der Firma MIAG aus Braunschweig von 1937 und ein weiterer, älterer Walzenstuhl der Firma Grosse.

Auf dem für so genannte Rückschrittmühlen typischen Behälterboden finden sich diverse Behälter und eine Quetsche der Firma K. H. Kühne aus Dresden. Bei einer Rückschrittmühle wird das Mahlgut zeitweilig zwischen den Passagen aufbewahrt, da sie die notwendigen Passagen (12) nicht in einem Produktionsgang bewältigen können. So hat die Mühle in Weesenstein nur zwei Doppelwalzenstühle und zwei einfache Walzenstühle für insgesamt sechs Passagen. Der Rohrboden zeigt eine Schälmaschine mit Bürstenmaschine der Firma Grosse, wohl auch von 1937, eine Griesputzmaschine und ein Schneckentrieur, beide Firma NAGEMA und um 1955, einen Druckschlauchfilter für die Reinigung, einen Saugschlauchfilter für die Vermahlung und ein Gewirr von Elevatoren. Auf dem Sichterboden befindet sich ein Aspirateur mit Trieur (Reinigungsmaschinen) der Firma NAGEMA um 1955, ein Plansichter der Firma Grosse ("GEGROLO"=Gebrüder Grosse Lohmen) von 1937 und die Fahrstuhlwinde des Bremsfahrstuhls. Der Transport von Getreide und Mahlgut erfolgt ausschließlich oder weitestgehend durch Elevatoren, die sich über alle Böden erstrecken. Deren Köpfe befinden sich auf dem Sichterboden, deren Füße im Transmissionskeller. Die Mehlmischmaschine im Transmissonskeller geht über mehrere Etagen.